# Михаел Бар-Зоар
Михаел Бар-Зоар (на иврит: מיכאל בר-זהר) е израелски историк, писател и политик.

## Биография
Михаел Бар-Зоар е роден на 30 януари 1938 г. в София. Емигрира от България в Израел през 1948 г. Учи в гимназия в Тел Авив и завършва икономика и международни отношения в Еврейския университет в Йерусалим. Два пъти е член на Кнесета, през 1981 – 1984 и през 1988 – 1992.

## Творчество
Автор е на биографични и исторически изследвания, включително и книга (1998 г.) за спасяването на българската еврейска общност през Втората световна война – Beyond Hitler's Grasp. The Heroic Rescue of Bulgaria's Jews. Пише биографии на Бен Гурион и Шимон Перес. През 1965 г. е удостоен с израелската награда „Соколов“ за журналистическите му приноси.
Публикувани творби:
- A Bridge Over the Mediterranean: Franco-Israeli Relations Between 1947-1964 (1964)
- Hunting for the German Scientists (1965)
- The Longest Month (1965)
- The Paratroopers Book (1969)
- The Custodian: Isser Harel and the Adventures of the Shin Bet (1970)[2]
- Spies in the promised land Houghton Mifflin (1972) ISBN 0-395-13641-5 ISBN 978-0-395-13641-6
- The Spy Who Died Twice Houghton Mifflin (1975) ISBN 0-395-19417-2
- Ben Gurion: a biography (издание по случай 100 години от рождението му). New York: Adama Books, 1986 (c.1978). ISBN 0-915361-59-0 (hc) ISBN 0-915361-60-4 (pbk)
- Beyond Hitler’s grasp: the heroic rescue of Bulgaria’s Jews.  Holbrook, Mass.: Adams Media, 1998. ISBN 1-58062-060-4.
- The Quest for The Red Prince: The Israeli Hunt for Ali Hassan Salameh the PLO leader who masterminded the Olympic Games Massacre. Михаел Бар-Зоар и Ейтан Абер. Съдържа черно-бели фотографии, включително на Ясер Арафат, както и показалец.
- Д-р Михаел Бар-Зоар и Ейтан Абер (1983) Massacre in Munich The Lyons Press, ISBN 1-59228-945-2
- Hitler's Jewish Spy: The Most Extraordinary True Spy Story of World War II Sidgwick & Jackson (1985) ISBN 0-283-99293-X ISBN 978-0-283-99293-3. (Биография на Пол Ернст Факенхайм)
- Brothers (1993)
- Bitter Scent: The Case of L'Oreal, Nazis, and the Arab Boycott (1996) ISBN 978-0-525-94068-5
- Shimon Peres The Biography (2006) ISBN 978-1-4000-6292-8